# Tiro Federal
Club Atlético Tiro Federal Argentino – argentyński klub piłkarski z siedzibą w mieście Rosario w prowincji Santa Fe.

## Osiągnięcia
- Mistrz ligi Rosario (6): 1920, 1925, 1926, 1999, 2000, 2001
- Mistrz drugiej ligi argentyńskiej (Primera B Nacional Argentina, 1): 2004/05.

## Historia
Klub założony został 29 marca 1905 i jest jednym z klubów-założycieli amatorskiej ligi Rosario (w 1907). Ligę tę Tiro wygrał w 1920, 1925 i w 1926. W roku 1944 klub przystąpił do narodowej federacji piłkarskiej AFA, gdzie występował w drugiej lidze, z której spadł po restrukturyzacji w roku 1949. W roku 1962 Tiro Federal wycofał swoją drużynę na 12 kolejek przed końcem rozgrywek, w wyniku czego został wydalony z AFA. Wówczas klub wrócił do rozgrywek w lidze Rosario, jednak z powodu kłopotów finansowych spadł do drugiej ligi Rosario.
Biznesmen Carlos Dávola podjął się zarządzania klubem w końcu lat 90. XX w. i przystąpił do realizacji bardzo ambitnych planów. W 1997 Tiro wygrał lokalną drugą ligę, a następnie wygrał pierwszą ligę Rosario w 1999, 2000 i 2001. W tym samym czasie brał udział w Torneo Argentino B (odpowiednik czwartej ligi) w sezonie 1998/99, zajmując drugie miejsce i awansując do Torneo Argentino A.
Po wygraniu turnieju Clausura 2003 ligi Torneo Argentino A, Tiro
osiągnął drugą ligę argentyńską (Nacional B), a już w roku 2004 wygrał turniej Apertura drugiej ligi, otrzymując na 100-lecie swego istnienia prezent w postaci prawa gry o awans do pierwszej ligi.
Debiut w pierwszej lidze nie był najlepszy – w turnieju Apertura 2005/06 Tiro zajął przedostatnie miejsce. W turnieju Clausura było jeszcze gorzej – ostatnie miejsce. Oznaczało to natychmiastowy powrót do drugiej ligi. O spadku przesądził ostatecznie przegrany u siebie 8 kwietnia 2006 r. mecz z San Lorenzo de Almagro Buenos Aires w stosunku 0:1. Jedynym graczem Tiro, który mógł uznać ten sezon za udany był Javier Campora, który znalazł się w grupie najlepszych snajperów ligi.

## Stadion
Stadion Tiro Federal znajduje się w Ludueña w pobliżu Rosario. Najczęściej zwany jest „El Fortín de Ludueña” (Forteca Ludueñy). Ponieważ stadion ten nie spełnia wymogów stawianych zespołom pierwszej ligi, konieczne było rozgrywanie meczów na stadionie Club Real Arroyo Seco w pobliżu miasta Arroyo Seco, a w przypadku szczególnie ważnych meczów na stadionie Estadio Newell’s Old Boys.